# Пъстър смок
Пъстрият смок (Elaphe sauromates) е вид змия от семейство Смокообразни (Colubridae). Наподобява вида ивичест смок (E. quatuorlineata), с който понякога са класифицирани като подвидове на един вид.
На дължина достига до 2 метра.
Пъстрият смок е разпространен в Тракия, Северна България, крайдунавските части на Румъния, южните части на Молдова, Украйна и Русия до средното течение на река Дон и района на Волгоград и Северозападен Казахстан. Среща се и в района на Кавказ, Западен Иран, Северен Ирак, Турция и в изолирано находище в планината Хермон в Сирия.
Трети подвид, E. q. muenteri, се среща на Цикладските острови. Живее главно в местности със степна растителност, като основната му храна са гризачите.